# Peter Giles (piragüista)
Peter Mark Giles (18 de abril de 1970) es un deportista canadiense que compitió en piragüismo en la modalidad de aguas tranquilas. Su hermano Stephen compitió en el mismo deporte.
Ganó tres medallas de bronce en los Juegos Panamericanos de 1991, en las pruebas de K1 1000 m, K2 1000 m y K4 1000 m.

## Palmarés internacional
| Juegos Panamericanos | Juegos Panamericanos | Juegos Panamericanos | Juegos Panamericanos |
| Año                  | Lugar                | Medalla              | Competición          |
| -------------------- | -------------------- | -------------------- | -------------------- |
| 1991                 | La Habana (Cuba)     | Medalla de bronce    | K1 1000 m            |
| 1991                 | La Habana (Cuba)     | Medalla de bronce    | K2 1000 m            |
| 1991                 | La Habana (Cuba)     | Medalla de bronce    | K4 1000 m            |